# Bryan Angulo
Bryan Dennis „Cuco” Angulo Tenorio (ur. 30 listopada 1995 w Guayaquil) – ekwadorski piłkarz występujący na pozycji napastnika, reprezentant Ekwadoru, od 2024 roku zawodnik boliwijskiego The Strongest.